# Samenstelling Belgische Senaat 1954-1958
De lijst van leden van de Belgische Senaat van 1954 tot 1958. De Senaat telde toen 175 zetels. Op 11 april 1954 werden 106 senatoren rechtstreeks verkozen. Het nationale kiesstelsel was in die periode gebaseerd op algemeen enkelvoudig stemrecht voor alle Belgen van 21 jaar en ouder, volgens een systeem van evenredige vertegenwoordiging op basis van de methode-D'Hondt, gecombineerd met een districtenstelsel. Daarnaast waren er ook 46 provinciale senatoren, aangeduid door de provincieraden en 23 gecoöpteerde senatoren. Vanaf maart 1958 was er tevens een senator van rechtswege, waardoor er vanaf dan 176 senatoren waren.
Bij de verkiezingen van de provinciale senatoren voor Limburg liet een CVP-provincieraadslid zich omkopen ten voordele van de socialistische kandidaat-senator. Daardoor verloor de CVP twee senaatszitjes: een provinciaal senator voor Limburg (Alfred Slegten) en daardoor ook een gecoöpteerd senator (Arthur Mulier). 
De legislatuur liep van 27 april 1954 tot 24 april 1958. Tijdens deze legislatuur was de regering-Van Acker IV in functie, een meerderheid van socialisten (BSP-PSB) en de Liberale Partij. De oppositie bestond dus uit CVP-PSC en KPB-PCB.

## Samenstelling
| Fractie | Fractie         | Rechtstr. | Prov. | Gec. | Totaal |
| ------- | --------------- | --------- | ----- | ---- | ------ |
|         | CVP-PSC         | 49        | 20    | 10   | 79     |
|         | BSP-PSB         | 42        | 20    | 10   | 72     |
|         | Liberale Partij | 13        | 6     | 3    | 22     |
|         | KPB-PCB         | 2         | 0     | 0    | 2      |

## Lijst van de senatoren
| Senator                      | Partij  | Aanduiding                   | Kieskring                                   | Provincie       | Opmerkingen |
| ---------------------------- | ------- | ---------------------------- | ------------------------------------------- | --------------- | --- |
| Hubert Wyn                   | BSP-PSB | Rechtstreeks gekozen senator | Antwerpen                                   | -               | |
| Victor De Bruyne             | BSP-PSB | Rechtstreeks gekozen senator | Antwerpen                                   | -               | |
| Frans Block                  | BSP-PSB | Rechtstreeks gekozen senator | Antwerpen                                   | -               | Vervangt vanaf 9 november 1954 de overleden Florent De Boey. |
| Joseph Craeybeckx            | BSP-PSB | Rechtstreeks gekozen senator | Antwerpen                                   | -               | Secretaris. |
| Jozef Jespers                | CVP-PSC | Rechtstreeks gekozen senator | Antwerpen                                   | -               | Secretaris. |
| Aloïs Sledsens               | CVP-PSC | Rechtstreeks gekozen senator | Antwerpen                                   | -               | |
| Carlos De Baeck              | CVP-PSC | Rechtstreeks gekozen senator | Antwerpen                                   | -               | |
| Fernand Pairon               | CVP-PSC | Rechtstreeks gekozen senator | Antwerpen                                   | -               | |
| Renaat Van Bulck             | CVP-PSC | Rechtstreeks gekozen senator | Antwerpen                                   | -               | |
| Albert Lilar                 | LP      | Rechtstreeks gekozen senator | Antwerpen                                   | -               | |
| Frans Houben                 | BSP-PSB | Rechtstreeks gekozen senator | Mechelen-Turnhout                           | -               | Vervangt vanaf 9 november 1954 de overleden Jozef Verbert. |
| Augustinus Joosten           | BSP-PSB | Rechtstreeks gekozen senator | Mechelen-Turnhout                           | -               | |
| Jozef Van In                 | CVP-PSC | Rechtstreeks gekozen senator | Mechelen-Turnhout                           | -               | |
| August De Boodt              | CVP-PSC | Rechtstreeks gekozen senator | Mechelen-Turnhout                           | -               | |
| Edmond Leysen                | CVP-PSC | Rechtstreeks gekozen senator | Mechelen-Turnhout                           | -               | |
| Alfons Buts                  | CVP-PSC | Rechtstreeks gekozen senator | Mechelen-Turnhout                           | -               | |
| Edmond Machtens              | BSP-PSB | Rechtstreeks gekozen senator | Brussel                                     | -               | |
| Piet Vermeylen               | BSP-PSB | Rechtstreeks gekozen senator | Brussel                                     | -               | |
| Amédée Doutrepont            | BSP-PSB | Rechtstreeks gekozen senator | Brussel                                     | -               | Quaestor. |
| Jeanne Vandervelde-Beeckman  | BSP-PSB | Rechtstreeks gekozen senator | Brussel                                     | -               | |
| Henri Dulieu                 | BSP-PSB | Rechtstreeks gekozen senator | Brussel                                     | -               | Vervangt vanaf 16 juni 1955 de overleden Louis Van Hooveld. |
| Joseph Wiard                 | BSP-PSB | Rechtstreeks gekozen senator | Brussel                                     | -               | Vanaf 13 november 1956 voorzitter van de commissie Middenstand. |
| William Van Remoortel        | BSP-PSB | Rechtstreeks gekozen senator | Brussel                                     | -               | Voorzitter van de commissie Landsverdediging. |
| Paul Struye                  | CVP-PSC | Rechtstreeks gekozen senator | Brussel                                     | -               | Voorzitter van de CVP-PSC-fractie vanaf 9 november 1954. |
| Emiel De Winter              | CVP-PSC | Rechtstreeks gekozen senator | Brussel                                     | -               | |
| Jean Neybergh                | CVP-PSC | Rechtstreeks gekozen senator | Brussel                                     | -               | |
| Maurits Van Hemelrijck       | CVP-PSC | Rechtstreeks gekozen senator | Brussel                                     | -               | |
| Etienne de la Vallée Poussin | CVP-PSC | Rechtstreeks gekozen senator | Brussel                                     | -               | |
| Charles Moureaux             | LP      | Rechtstreeks gekozen senator | Brussel                                     | -               | |
| Joseph De Grauw              | LP      | Rechtstreeks gekozen senator | Brussel                                     | -               | Vervangt vanaf 29 maart 1955 de overleden Octave Dierckx. |
| Norbert Hougardy             | LP      | Rechtstreeks gekozen senator | Brussel                                     | -               | Vervangt vanaf 7 februari 1956 de overleden Oscar Bossaert. |
| Georgette Ciselet            | LP      | Rechtstreeks gekozen senator | Brussel                                     | -               | Voorzitter van de commissie Volksgezondheid en Gezin. |
| Petrus Francen               | BSP-PSB | Rechtstreeks gekozen senator | Leuven                                      | -               | |
| Jozef Gilis                  | BSP-PSB | Rechtstreeks gekozen senator | Leuven                                      | -               | |
| Hendrik Delport              | CVP-PSC | Rechtstreeks gekozen senator | Leuven                                      | -               | |
| Frans Van der Borght         | CVP-PSC | Rechtstreeks gekozen senator | Leuven                                      | -               | |
| René Delor                   | BSP-PSB | Rechtstreeks gekozen senator | Nijvel                                      | -               | |
| Paul Estienne                | CVP-PSC | Rechtstreeks gekozen senator | Nijvel                                      | -               | |
| Robert Ancot                 | CVP-PSC | Rechtstreeks gekozen senator | Brugge                                      | -               | |
| Gerard Neels                 | CVP-PSC | Rechtstreeks gekozen senator | Brugge                                      | -               | |
| Henri Edebau                 | BSP-PSB | Rechtstreeks gekozen senator | Veurne-Diksmuide-Oostende                   | -               | |
| Marcel Sobry                 | CVP-PSC | Rechtstreeks gekozen senator | Veurne-Diksmuide-Oostende                   | -               | |
| Jules Vermandele             | BSP-PSB | Rechtstreeks gekozen senator | Roeselare-Tielt                             | -               | Vervangt vanaf 20 maart 1956 de overleden Ghislain D'Hondt. |
| Robert De Man                | CVP-PSC | Rechtstreeks gekozen senator | Roeselare-Tielt                             | -               | Secretaris en voorzitter van de commissie Wederopbouw. |
| René Desmedt                 | CVP-PSC | Rechtstreeks gekozen senator | Roeselare-Tielt                             | -               | |
| Joseph Clays                 | BSP-PSB | Rechtstreeks gekozen senator | Kortrijk-Ieper                              | -               | |
| Robert Detaevernier          | BSP-PSB | Rechtstreeks gekozen senator | Kortrijk-Ieper                              | -               | Vervangt vanaf 22 december 1955 Jean Beaucarne, die wegens gezondheidsredenen ontslag neemt. |
| Gilbert Mullie               | CVP-PSC | Rechtstreeks gekozen senator | Kortrijk-Ieper                              | -               | Ondervoorzitter en voorzitter van de commissie Landbouw. |
| Jeroom Stubbe                | CVP-PSC | Rechtstreeks gekozen senator | Kortrijk-Ieper                              | -               | |
| Robert Gillon                | LP      | Rechtstreeks gekozen senator | Kortrijk-Ieper                              | -               | Senaatsvoorzitter en voorzitter van de commissie Buitenlandse Zaken. |
| Gaston Crommen               | BSP-PSB | Rechtstreeks gekozen senator | Gent-Eeklo                                  | -               | Secretaris en vanaf 29 mei 1956 voorzitter van de commissie Openbaar Onderwijs. |
| Emile Vergeylen              | BSP-PSB | Rechtstreeks gekozen senator | Gent-Eeklo                                  | -               | |
| Edmond Ronse                 | CVP-PSC | Rechtstreeks gekozen senator | Gent-Eeklo                                  | -               | |
| Honoré Verhaest              | CVP-PSC | Rechtstreeks gekozen senator | Gent-Eeklo                                  | -               | |
| Emile Claeys                 | CVP-PSC | Rechtstreeks gekozen senator | Gent-Eeklo                                  | -               | Vervangt vanaf 16 januari 1957 de overleden Albert Kluyskens. |
| Paul Supré                   | CVP-PSC | Rechtstreeks gekozen senator | Gent-Eeklo                                  | -               | |
| Jean Van Impe                | LP      | Rechtstreeks gekozen senator | Gent-Eeklo                                  | -               | Vervangt vanaf 9 november 1954 Albert Mariën, die provinciegouverneur van Oost-Vlaanderen wordt. Mariën was tot 1 september 1954 voorzitter van de commissie Economische Zaken.                      |
| Alfons Goossens              | BSP-PSB | Rechtstreeks gekozen senator | Dendermonde-Sint-Niklaas                    | -               | |
| Willy Van Gerven             | CVP-PSC | Rechtstreeks gekozen senator | Dendermonde-Sint-Niklaas                    | -               | |
| Liban Van Laeys              | CVP-PSC | Rechtstreeks gekozen senator | Dendermonde-Sint-Niklaas                    | -               | |
| Theofiel Van Peteghem        | CVP-PSC | Rechtstreeks gekozen senator | Dendermonde-Sint-Niklaas                    | -               | |
| Dieudonné Vander Bruggen     | BSP-PSB | Rechtstreeks gekozen senator | Oudenaarde-Aalst                            | -               | |
| Edgard Van Oudenhove         | CVP-PSC | Rechtstreeks gekozen senator | Oudenaarde-Aalst                            | -               | |
| Maurice Santens              | CVP-PSC | Rechtstreeks gekozen senator | Oudenaarde-Aalst                            | -               | |
| Edouard Ganseman             | LP      | Rechtstreeks gekozen senator | Oudenaarde-Aalst                            | -               | Vervangt vanaf 20 december 1956 Gustaaf De Stobbeleir, die wegens betrokkenheid bij een gerechtelijk onderzoek in verband met fraude ontslag neemt. De Stobbeleir was quaestor tot 19 december 1956. |
| Hyacinthe Harmegnies         | BSP-PSB | Rechtstreeks gekozen senator | Bergen-Zinnik                               | -               | Quaestor vanaf 5 juni 1956 en voorzitter van de commissie Binnenlandse Zaken. |
| Léon Duray                   | BSP-PSB | Rechtstreeks gekozen senator | Bergen-Zinnik                               | -               | |
| Eugène Debaise               | BSP-PSB | Rechtstreeks gekozen senator | Bergen-Zinnik                               | -               | |
| Joseph Bouilly               | BSP-PSB | Rechtstreeks gekozen senator | Bergen-Zinnik                               | -               | Ondervoorzitter. |
| Joseph Oblin                 | CVP-PSC | Rechtstreeks gekozen senator | Bergen-Zinnik                               | -               | |
| René Noël                    | KPB-PCB | Rechtstreeks gekozen senator | Bergen-Zinnik                               | -               | Voorzitter van de KPB-PCB-fractie. |
| Albert Moulin                | BSP-PSB | Rechtstreeks gekozen senator | Doornik-Aat                                 | -               | Secretaris en voorzitter van de commissie Arbeid en Sociale Voorzorg. |
| Maurice Couplet              | CVP-PSC | Rechtstreeks gekozen senator | Doornik-Aat                                 | -               | |
| Jean Vinois                  | LP      | Rechtstreeks gekozen senator | Doornik-Aat                                 | -               | |
| Jacques Ligot                | BSP-PSB | Rechtstreeks gekozen senator | Charleroi-Thuin                             | -               | Vervangt vanaf 7 juni 1955 de overleden Jean-Baptiste Cornez. |
| Edmond Yernaux               | BSP-PSB | Rechtstreeks gekozen senator | Charleroi-Thuin                             | -               | |
| Robert Duterne               | BSP-PSB | Rechtstreeks gekozen senator | Charleroi-Thuin                             | -               | |
| Marceau Remson               | BSP-PSB | Rechtstreeks gekozen senator | Charleroi-Thuin                             | -               | |
| Jean Duvieusart              | CVP-PSC | Rechtstreeks gekozen senator | Charleroi-Thuin                             | -               | Voorzitter van de commissie Buitenlandse Handel. |
| Charles Derbaix              | CVP-PSC | Rechtstreeks gekozen senator | Charleroi-Thuin                             | -               | Secretaris. |
| René George                  | LP      | Rechtstreeks gekozen senator | Charleroi-Thuin                             | -               | |
| Léon-Eli Troclet             | BSP-PSB | Rechtstreeks gekozen senator | Luik                                        | -               | |
| Jean Allard                  | BSP-PSB | Rechtstreeks gekozen senator | Luik                                        | -               | |
| Hubert Beulers               | BSP-PSB | Rechtstreeks gekozen senator | Luik                                        | -               | |
| Hubert Rassart               | BSP-PSB | Rechtstreeks gekozen senator | Luik                                        | -               | |
| Henri Moreau de Melen        | CVP-PSC | Rechtstreeks gekozen senator | Luik                                        | -               | Ondervoorzitter. |
| José Nihoul                  | CVP-PSC | Rechtstreeks gekozen senator | Luik                                        | -               | |
| Auguste Buisseret            | LP      | Rechtstreeks gekozen senator | Luik                                        | -               | |
| Maurice Delmotte             | BSP-PSB | Rechtstreeks gekozen senator | Hoei-Borgworm                               | -               | |
| Jules Mérenne                | KPB-PCB | Rechtstreeks gekozen senator | Hoei-Borgworm                               | -               | Vervangt vanaf 4 mei 1954 Joseph Truyens, die niet voldoet aan de voorwaarden om verkiesbaar te zijn als senator.                                                                                    |
| Hubert Vandermeulen          | BSP-PSB | Rechtstreeks gekozen senator | Verviers                                    | -               | |
| Louis Zurstrassen            | CVP-PSC | Rechtstreeks gekozen senator | Verviers                                    | -               | Quaestor. |
| Arnold Godin                 | CVP-PSC | Rechtstreeks gekozen senator | Verviers                                    | -               | |
| Raoul Vreven                 | LP      | Rechtstreeks gekozen senator | Hasselt-Tongeren-Maaseik                    | -               | Quaestor vanaf 15 januari 1957. Vreven werd verkozen op een kartellijst van BSP-PSB en LP. |
| Andries Mondelaers           | CVP-PSC | Rechtstreeks gekozen senator | Hasselt-Tongeren-Maaseik                    | -               | |
| Etienne Jacobs               | CVP-PSC | Rechtstreeks gekozen senator | Hasselt-Tongeren-Maaseik                    | -               | |
| Abdon Demarneffe             | CVP-PSC | Rechtstreeks gekozen senator | Hasselt-Tongeren-Maaseik                    | -               | |
| Erard de Schaetzen           | CVP-PSC | Rechtstreeks gekozen senator | Hasselt-Tongeren-Maaseik                    | -               | |
| Germain Gilson               | LP      | Rechtstreeks gekozen senator | Aarlen-Marche-Bastenaken-Neufchâteau-Virton | -               | Werd verkozen op een kartellijst van BSP-PSB en LP. |
| Emmanuel Poncelet            | CVP-PSC | Rechtstreeks gekozen senator | Aarlen-Marche-Bastenaken-Neufchâteau-Virton | -               | Vervangt vanaf 24 april 1956 de overleden Arsène Gribomont. |
| Pierre Nothomb               | CVP-PSC | Rechtstreeks gekozen senator | Aarlen-Marche-Bastenaken-Neufchâteau-Virton | -               | |
| Arthur Lacroix               | BSP-PSB | Rechtstreeks gekozen senator | Namen-Dinant-Philippeville                  | -               | |
| Adelin Clotz                 | BSP-PSB | Rechtstreeks gekozen senator | Namen-Dinant-Philippeville                  | -               | Vervangt vanaf 4 maart 1958 de overleden Fernand Ledoux. |
| Louis Féron                  | BSP-PSB | Rechtstreeks gekozen senator | Namen-Dinant-Philippeville                  | -               | Vervangt vanaf 29 april 1954 Jules Adam, die provinciaal senator wordt. |
| Louis Huart                  | CVP-PSC | Rechtstreeks gekozen senator | Namen-Dinant-Philippeville                  | -               | |
| Charles d'Aspremont Lynden   | CVP-PSC | Rechtstreeks gekozen senator | Namen-Dinant-Philippeville                  | -               | |
| Victor Leemans               | CVP-PSC | Provinciaal senator          | -                                           | Antwerpen       | |
| Frans Van Loenhout           | CVP-PSC | Provinciaal senator          | -                                           | Antwerpen       | |
| Cyrille Neefs                | CVP-PSC | Provinciaal senator          | -                                           | Antwerpen       | |
| Roger Dekeyzer               | BSP-PSB | Provinciaal senator          | -                                           | Antwerpen       | |
| Jan Roelants                 | BSP-PSB | Provinciaal senator          | -                                           | Antwerpen       | |
| Urbain Muyldermans           | LP      | Provinciaal senator          | -                                           | Antwerpen       | |
| Vital Henskens               | BSP-PSB | Provinciaal senator          | -                                           | Brabant         | |
| Félix Georges Camby          | BSP-PSB | Provinciaal senator          | -                                           | Brabant         | |
| Louis Briot                  | BSP-PSB | Provinciaal senator          | -                                           | Brabant         | |
| Charles Solau                | BSP-PSB | Provinciaal senator          | -                                           | Brabant         | Vervangt vanaf 9 november 1954 Willem Willems, die om gezondheidsredenen ontslag neemt. |
| Pierre De Smet               | CVP-PSC | Provinciaal senator          | -                                           | Brabant         | Voorzitter van de commissie Financiën. |
| Robert Houben                | CVP-PSC | Provinciaal senator          | -                                           | Brabant         | |
| Marcel Decoene               | CVP-PSC | Provinciaal senator          | -                                           | Brabant         | |
| Roger Motz                   | LP      | Provinciaal senator          | -                                           | Brabant         | |
| Pierre Warnant               | LP      | Provinciaal senator          | -                                           | Brabant         | Vanaf 9 november 1954 voorzitter van de commissie Economische Zaken. |
| Jacques Van Buggenhout       | CVP-PSC | Provinciaal senator          | -                                           | West-Vlaanderen | Quaestor. |
| Georges Feryn                | CVP-PSC | Provinciaal senator          | -                                           | West-Vlaanderen | |
| Omer Vandenberghe            | CVP-PSC | Provinciaal senator          | -                                           | West-Vlaanderen | |
| Gustave Breyne               | BSP-PSB | Provinciaal senator          | -                                           | West-Vlaanderen | Vervangt vanaf 29 mei 1956 de overleden Edgard Missiaen. Missiaen was tot aan zijn dood op 4 mei 1956 quaestor en voorzitter van de commissie Openbaar Onderwijs.                                    |
| Dieudonné Martens            | BSP-PSB | Provinciaal senator          | -                                           | West-Vlaanderen | |
| Maurice Orban                | CVP-PSC | Provinciaal senator          | -                                           | Oost-Vlaanderen | |
| Léonce Lagae                 | CVP-PSC | Provinciaal senator          | -                                           | Oost-Vlaanderen | |
| Octave Van den Storme        | CVP-PSC | Provinciaal senator          | -                                           | Oost-Vlaanderen | |
| Gilbert Pede                 | CVP-PSC | Provinciaal senator          | -                                           | Oost-Vlaanderen | |
| Julien Versieren             | BSP-PSB | Provinciaal senator          | -                                           | Oost-Vlaanderen | |
| Karel De Maere               | BSP-PSB | Provinciaal senator          | -                                           | Oost-Vlaanderen | |
| Louis Desmet                 | BSP-PSB | Provinciaal senator          | -                                           | Henegouwen      | |
| Simon Flamme                 | BSP-PSB | Provinciaal senator          | -                                           | Henegouwen      | Voorzitter van de commissie Middenstand tot 13 november 1956. |
| Gilbert Lemal                | BSP-PSB | Provinciaal senator          | -                                           | Henegouwen      | |
| Emile Duret                  | BSP-PSB | Provinciaal senator          | -                                           | Henegouwen      | |
| René Deliège                 | LP      | Provinciaal senator          | -                                           | Henegouwen      | Vervangt vanaf 26 juni 1956 René Leclercq, die om gezondheidsredenen ontslag neemt. |
| René de Dorlodot             | CVP-PSC | Provinciaal senator          | -                                           | Henegouwen      | |
| Joseph Meurice               | CVP-PSC | Provinciaal senator          | -                                           | Luik            | |
| Ernest Piot                  | BSP-PSB | Provinciaal senator          | -                                           | Luik            | |
| Alice Melin                  | BSP-PSB | Provinciaal senator          | -                                           | Luik            | |
| Henri Pontus                 | BSP-PSB | Provinciaal senator          | -                                           | Luik            | |
| Constant Bronckart           | BSP-PSB | Provinciaal senator          | -                                           | Luik            | |
| Joseph Custers               | CVP-PSC | Provinciaal senator          | -                                           | Limburg         | |
| Hubert Leynen                | CVP-PSC | Provinciaal senator          | -                                           | Limburg         | |
| Odilon Knops                 | BSP-PSB | Provinciaal senator          | -                                           | Limburg         | |
| Ernest Adam                  | CVP-PSC | Provinciaal senator          | -                                           | Luxemburg       | |
| Arsène Uselding              | CVP-PSC | Provinciaal senator          | -                                           | Luxemburg       | |
| Emmanuel Jadot               | LP      | Provinciaal senator          | -                                           | Luxemburg       | |
| Maurice Servais              | CVP-PSC | Provinciaal senator          | -                                           | Namen           | |
| Émile Michaux                | BSP-PSB | Provinciaal senator          | -                                           | Namen           | Vervangt vanaf 3 mei 1955 de overleden Jules Adam. |
| Jean Materne                 | LP      | Provinciaal senator          | -                                           | Namen           | |
| Emile Coulonvaux             | LP      | Gecoöpteerd senator          | -                                           | -               | Voorzitter van de LP-fractie. |
| Fernand Parmentier           | LP      | Gecoöpteerd senator          | -                                           | -               | |
| Omer Vanaudenhove            | LP      | Gecoöpteerd senator          | -                                           | -               | |
| Jean Chot                    | BSP-PSB | Gecoöpteerd senator          | -                                           | -               | |
| Marie Janson                 | BSP-PSB | Gecoöpteerd senator          | -                                           | -               | |
| Charles Van Belle            | BSP-PSB | Gecoöpteerd senator          | -                                           | -               | Voorzitter van de commissie Openbare Werken. |
| Isidoor Smets                | BSP-PSB | Gecoöpteerd senator          | -                                           | -               | |
| Marcel Busieau               | BSP-PSB | Gecoöpteerd senator          | -                                           | -               | Vervangt vanaf 29 mei 1956 de overleden Jean Rolland. |
| Henri Rolin                  | BSP-PSB | Gecoöpteerd senator          | -                                           | -               | Voorzitter van de BSP-PSB-fractie en voorzitter van de commissie Justitie. |
| Nicolas Dethier              | BSP-PSB | Gecoöpteerd senator          | -                                           | -               | |
| August De Block              | BSP-PSB | Gecoöpteerd senator          | -                                           | -               | Voorzitter van de commissie Verkeerswezen. |
| Fernand Dehousse             | BSP-PSB | Gecoöpteerd senator          | -                                           | -               | |
| Adolf Molter                 | BSP-PSB | Gecoöpteerd senator          | -                                           | -               | |
| Jean Van Houtte              | CVP-PSC | Gecoöpteerd senator          | -                                           | -               | |
| Gerard Gustaaf Philips       | CVP-PSC | Gecoöpteerd senator          | -                                           | -               | |
| Jeanne Driessen              | CVP-PSC | Gecoöpteerd senator          | -                                           | -               | |
| Simonne Gerbehaye            | CVP-PSC | Gecoöpteerd senator          | -                                           | -               | |
| Joseph Baert                 | CVP-PSC | Gecoöpteerd senator          | -                                           | -               | |
| Joseph Pholien               | CVP-PSC | Gecoöpteerd senator          | -                                           | -               | |
| Paul-Willem Segers           | CVP-PSC | Gecoöpteerd senator          | -                                           | -               | |
| Léon Servais                 | CVP-PSC | Gecoöpteerd senator          | -                                           | -               | |
| Albert-Edouard Janssen       | CVP-PSC | Gecoöpteerd senator          | -                                           | -               | Vervangt vanaf 14 februari 1956 Paul van Zeeland, die beheerder van de Bank van Brussel wordt. |
| Edgard De Bruyne             | CVP-PSC | Gecoöpteerd senator          | -                                           | -               | Voorzitter van de CVP-PSC-fractie tot 9 november 1954 en voorzitter van de commissie Koloniën. |
| Albert van België            | -       | Senator van rechtswege       | -                                           | -               | Zetelt vanaf 11 maart 1958. |